# Estret de Màtotxkin
L'estret de Màtotxkin (rus: Ма́точкин Шар, Màtotxkin Xar) és un canal que separa les dues illes principals de l'arxipèlag de Nova Terra, la del Nord o Séverni i la del Sud o Iujni.
Estructuralment considerat com un fiord, té una orientació aproximada est-oest, de la mar de Kara a la de Barentsz, amb una llargada d'uns 100 km, una amplada mínima de 600 m, superfície aproximada de 323 km² i amb una profunditat adequada per a la navegació. Ara bé, atesa la seva latitud, una gran part de l'any és cobert de gel.

## Proves nuclears
L'indret va ésser escenari de proves nuclears subterrànies soviètiques entre els anys 1963 i 1990, conegudes com a Bomba Tsar. S'hi van construir unes xarxes de túnels i pous, on es van realitzar una quarantena de detonacions. A partir del 2000, els russos van realitzar ampliacions a les instal·lacions i les van aprofitar per a experiments hidronuclears.